# Larned, Kansas
Larned, Kansas (енгл. Larned) град је у америчкој савезној држави Канзас.

## Демографија
По попису из 2010. године број становника је 4.054, што је 182 (-4,3%) становника мање него 2000. године.
| Група             | 2000.         | 2010.         |
| Белци             | 3.738 (88,2%) | 3.548 (87,5%) |
| Афроамериканци    | 159 (3,8%)    | 109 (2,7%)    |
| Азијати           | 32 (0,8%)     | 26 (0,6%)     |
| Хиспаноамериканци | 228 (5,4%)    | 284 (7,0%)    |
| Укупно            | 4.236         | 4.054         |